# Damaso Pareto
Lorenzo Antonio Damaso Pareto (Genova, 11 dicembre 1801 – Genova, 9 novembre 1862) è stato un politico italiano.

## Biografia
Figlio di Giovanni Benedetto Pareto (marchese e sindaco di Genova nel 1828), era fratello di Domenico (deputato della VI legislatura del Regno di Sardegna) e zio di Vilfredo.
Anch'egli marchese, fu deputato del Regno di Sardegna nella I legislatura, eletto nel collegio di Rivarolo Ligure.
A lui Honoré de Balzac dedicò la novella Le Message nel 1832. 
Damaso Pareto morì in manicomio a Genova nel 1862.